# Bobby Freeman
Bobby Freeman (Condado de Alameda, 13 de junho de 1940 − São Francisco, 23 de janeiro de 2017) foi um cantor e compositor afro-americano de soul. Ele é mais conhecido por seus dois hits no Top Ten, o  primeiro em 1958 pela Josie Records chamado "Do You Want to Dance?" e o segundo em 1964 pela Autumn Records, "C'mon and Swim.
"Do You Want to Dance?" foi regravada mais tarde (como "Do You Wanna Dance") por Del Shannon, The Beach Boys, Bette Midler, John Lennon, Cliff Richard, The Mamas & the Papas e Ramones. "C'mon and Swim" foi escrita e produzida pelo então garoto de 20 anos Sylvester Stewart, mais tarde conhecido como Sly Stone.
Freeman iniciou sua carreira musical aos 14 anos com os Romancers, que gravaram brevemente sob o selo Dootone. Aos 17 anos, ele fez sucesso com "Do You Want to Dance?" e apareceu nas paradas de sucesso com vários hits seguidos até 1961. Em 1964, estava de volta ao Top Ten com o hit dançante "C'mon and Swim", que alcançou a posição número 5. No entanto, esse sucesso foi de curta duração. Ele continuou a fazer turnês amplamente ao longo dos anos seguintes.
Em 1964, Bobby Freeman tocava todas as noites no Condor Club em São Francisco, Califórnia, onde Carol Doda apresentava suas performances de go-go dancing de topless. Vivendo principalmente como um cantor em clubes de striptease no final dos anos 1960, ele lançou outro single, em 1974, pela Touch Records, mas obteve pouco sucesso comercial.

## Discografia

### Singles notáveis
- 1958 "Do You Want to Dance?"
- 1958 "Betty Lou Got a New Pair of Shoes"
- 1958 "Need Your Love"
- 1959 "Mary Ann Thomas"
- 1959 "Ebb Tide"
- 1960 "(I Do the) Shimmy Shimmy"
- 1961 "The Mess Around"
- 1964 "C'mon and Swim"
- 1964 "S-W-I-M"
- 1974 "Everything's Love"

### Álbuns
- 1958 Do You Wanna Dance (Jubilee)
- 1959 Get in the Swim (Josie)
- 1960 Lovable Style of Bobby Freeman (King Records)
- 1964 C'mon and Swim (Autumn)